# Црква Светог Макарија Патријарха српског у Паштан Брду
Црква Светог Макарија Патријарха српског у Паштан Брду је храм Српске православне цркве који припада Епархији дабробосанској.  Налази се на превоју Рудо-Паштан Брдо-Вишеград, Република Српска, Босна и Херцеговина.
Црква Св. Макарија на Паштан Брду је грађена од 1973. до 1975. године. Звоно за цркву је приложио Светозар Тодоривић. Црква је реновирана 1999. године. Поред цркве саграђена је и кућа за потребе цркве и вјерника.